# نجد المغون

تعديل مصدري - تعديل

نجد المغون هي إحدى قرى عزلة القارة بمديرية رصد التابعة لمحافظة أبين، بلغ تعداد سكانها 160 نسمة حسب تعداد اليمن لعام 2004.